# Anders Rosborg
Anders Harald Rosborg, född 1 april 1870 i Stockholm, död där 19 juli 1949, var en svensk maskiningenjör.
Rosborg avlade mogenhetsexamen vid Nya elementarskolan 1888 och utexaminerades från Kungliga Tekniska högskolan 1892. Han var ritare hos teaterbyggnadskonsortiet 1891–1892, vid Washburn & Moen Manufacturing Company i Worcester, Massachusetts, 1892–1893 och vid Sheriffs Manufacturing Company i Milwaukee, Wisconsin, 1893, anställd hos professor Johan Erik Cederblom i Stockholm 1894–1896, assistent i maskinlära vid Kungliga Tekniska högskolan 1895–1897 och extra lärare i samma ämne 1898–1911, konsulterande ingenjör i Stockholm från 1896, kontrollör över Kungliga Teaterns ventilationsavdelning 1898–1901, ingenjör vid J.E. Cederbloms mekaniska laboratorium i Stockholm 1901–1903, delägare i Maskintekniska kontrollbyrån Olsson, Rosborg & de Wahl 1908–1912, tillförordnad professor i värmeteknik och maskinlära vid Kungliga Tekniska högskolan 1911–1923 och speciallärare i läran om maskinelement 1921–1941. Han var besiktningsman för motorfordon 1907–1921 och för flygplan 1920–1932. Han sekreterare i Svenska Teknologföreningens avdelning M 1901–1903, ledamot i nämnda avdelnings styrelse 1913–1914 och dess vice ordförande 1915. Rosborg är gravsatt på Norra begravningsplatsen utanför Stockholm.